# Конвой Трук – Сурабая (26.12.43 – 06.01.44)
Конвой Трук — Сурабая (26.12.43 — 06.01.43) — японський конвой часів Другої світової війни, проведення якого відбувалось у грудні 1943 — січні 1944.
Вихідним пунктом конвою був атол Трук у центральній частині Каролінських островів, де до лютого 1944-го була головна база японського ВМФ у Океанії та транспортний хаб, що забезпечував постачання Рабаула (головна передова база в архіпелазі Бісмарка, з якої провадились операції на Соломонових островах та сході Нової Гвінеї) та східної Мікронезії. Пунктом призначення стала Сурабая — центр нафтовидобувної промисловості на сході острова Ява.
До складу конвою увійшли танкери «Кйокуто-Мару» (Kyokuto Maru) та «Нічієй-Мару» (Nichiei Maru), тоді як супровід первісно забезпечували есмінці «Удзукі» та «Амагірі».
Загін вийшов із Труку 26 грудня 1943-го. 29 грудня до охорони приєднався есмінець «Хаянамі», що вийшов з Палау (важлива японська база на заході Каролінських островів), а наступної доби «Удзукі» та «Амагірі» припинили ескортування на меридіані Палау. 2 січня 1944-го за три сотні кілометрів до виходу з Філіппінського моря у море Сулавесі «Хаянамі» змінив сторожовий корабель PB-102 (колишній американський есмінець USS Stewart, що був затоплений у Сурабаї в початковий період війни), який до того супроводжував конвой на Трук з Балікпапану (центр нафтовидобувної промисловості на сході Борнео). Можливо відзначити, що коли 3 січня «Хаянамі» прибуде до конвою, що раніше прямував під охороною PB-102, один з його танкерів вже виявиться торпедованим ворожою субмариною.
Що стосується «Кйокуто-Мару» та «Нічієй-Мару», їх перехід пройшов без інцидентів і 6 січня 1944-го вони прибули до Сурабаї (до цього «Кйокуто-Мару» на підходах до порту прийняв 7,2 млн літрів нафти від танкера «Джамбі-Мару»).
Можливо відзначити, що невдовзі обидва танкери опиняться в Балікпапані, звідки 17 січня рушать з конвоєм назад на Трук.